# THE LAW OF DEVIL'S LAND 〜魔界典章〜
『THE LAW OF DEVIL'S LAND 〜魔界典章〜』（ザ・ロー・オブ・デヴィルズ・ランド まかいてんしょう）は、LOUDNESS通算3枚目のアルバム。1983年1月25日発売。
発売元は日本コロムビア。

## 解説
帯コピーは聞け！デビル・フィンガー・ショックを。
ジャケットは翼の生えた人型の悪魔が椅子に座っている絵。
前の3作に比べるとミドルテンポのナンバーが多く、高崎によると1stアルバム『THE BIRTHDAY EVE 〜誕生前夜〜』と2ndアルバム『 DEVIL SOLDIER 〜戦慄の奇蹟〜』でやりたい事を一気にやってしまった為にこの作品から曲作りに悩み始めたという。
また、二井原も前年の過酷なツアーで喉を痛めてしまい、レコーディングでは声帯専門の病院に通い、喉に直接注射を打つ荒治療をしながらのレコーディングを余儀なくされ、「初期の作品では最も苦しかったレコーディング」であったと述懐している。
日本のヒップホップユニット「BUDDHA BRAND」が2000年にリリースしたミニアルバム『DON'T TEST DA MASTER』収録の「THEME OF BUDDHA BRAND PART2(THEME OF LOUDNESS)」で本作の「Theme Of Loudness (Part II)」を元にした楽曲を収録。高崎もギターで参加している。

## 収録曲
全作詞：二井原実、全作曲：高崎晃（特記以外）、全編曲：LOUDNESS
1. Theme Of Loudness (Part II)　[1:59]
タイトル通り、バンド自身のことを歌った曲で、第1期LOUDNESSで最も演奏時間の短い。前半はロックサウンドだが、後半からマーチ風になる。
タイトルに「Part II」とあるのは、既存アルバム『THE BIRTHDAY EVE 〜誕生前夜〜』に、バンド自身のことを歌った「LOUDNESS」が既に存在するためである。
2. In The Mirror　[3:41]
「GERALDINE」のB面曲。1991年に第2期メンバーで再録されたアルバム『ON THE PROWL』ではシングルタイトル曲としてリカットされた。2004年には第5期メンバーで再録された企画アルバム『ROCK SHOCK』に収録され、2016年に発売されたリメイクアルバム『SAMSARA FLIGHT 〜輪廻飛翔〜』でも再録されるなど初期LOUDNESSの代表曲のひとつで、数多くのバンドにカヴァーされる。
3. Show Me The Way　[6:06]
4. I Wish You Were Here　[3:46]
5. Mr.Yes Man　[6:58]
6. The Law Of Devil's Land　[4:56]
7. Black Wall　[5:06]
（作曲：山下昌良）
8. Sleepless Night　[4:49]
「In The Mirror」同様に再録されて『ON THE PROWL』に収録された。前述のシングル「IN THE MIRROR」カップリング曲。
9. Speed　[5:33]
タイトル通りスピード感のある曲。間奏ではドラムソロ～ベースソロ～ギターソロとなっており、ギターソロの早弾きが特徴。
歌詞はほぼ英語で書かれており、詞にある「F・U・C・K・U・P」の部分が、ブックレットでは伏字表記されている。
第5期のベストアルバム『THE BEST OF REUNION』では、ボーナストラックとして、ミディアムテンポにアレンジされた本曲が収録されている。

再発時のボーナストラック
1. Road Racer
3rdシングル。
2. 蜃気楼
「ROAD RACER」B面。

## カヴァー
- IN THE MIRROR
  - ルカ・トゥリッリズ・ラプソディー『Ascending to Infinity』（2012年）日本盤ボーナストラックのみ収録。歌詞は『ON THE PROWL』版に準じている。
- SPEED
  - NHORHM『New Heritage Of Real Heavy Metal II』（2016年）

## 関連作品
- ON THE PROWL
- IN THE MIRROR